# Brandon Walsh
Brandon Walsh é um personagem fictício da série de televisão norte-americana Beverly Hills, 90210, criada por Darren Star, sendo interpretado por Jason Priestley. Posteriormente, apareceu como personagem principal no reboot de Beverly Hills, 90210, BH90210 de 2019, que só durou uma temporada. Brandon era mais conhecido por sua natureza altruísta e com seus fortes valores morais. Ao contrário de seu amigo Dylan McKay, que era retratado como um anti-herói. O personagem teve uma recepção muito positiva entre os críticos.
Nascido e criado em Minneapolis, Minnesota, com sua irmã gêmea Brenda (Shannen Doherty), Brandon é o filho mais velho de Jim e Cindy Walsh. Mudou-se juntamente com sua família para Beverly Hills, em 1990, devido ao trabalho de seu pai. Brandon e Brenda matricularam-se na West Beverly Hills High School, rapidamente faz amizade com Dylan McKay (Luke Perry). Durante a série, Brandon ganhou notoriedade por ter um alto número de relacionamentos com mulheres, às vezes apenas por um episódio. Jason Priestley deixou a série no início da nona temporada. Após a nona temporada, ele fez uma aparição especial na série.